# Eleonore Condorussi
Eleonore Condorussi (* 21. Februar 1803 in Wien; † 17. Juni 1873 in Baden bei Wien) war eine österreichische Schauspielerin.

## Familie
Eleonores Vater war der in Wien lebende reiche griechische Großhändler Demeter Condorussi, ihre Schwester die Schauspielerin Emilie Condorussi (1800–1867). Beide Schwestern, für ihre Schönheit gerühmt, wurden nach kleineren Engagements auf Provinzbühnen von Direktor Carl Carl an das Theater an der Wien engagiert. Eleonore war allerdings bald die bekanntere der beiden und zählte längere Zeit zu den beliebtesten Darstellerinnen des Wiener Publikums. Ihre Schwester Emilie hatte als Benefizvorstellung am 4. Juli 1834 eine Rolle in Der Affe und der Bräutigam von Johann Nestroy und zog sich nach ihrer Hochzeit 1837 mit dem Hofrat Ludwig von Wirkner von der Bühne zurück.

## Theaterkarriere
Eleonore Condorussi kam 1829 vom Theater in Pest an das Theater an der Wien, wo sie am 13. Mai das Suschen im Stück Der Bräutigam aus Mexico von Heinrich Clauren gab. Am 14. Mai spielte sie das Käthchen in Das Käthchen von Heilbronn von Heinrich von Kleist. Schon im September dieses Jahres war sie fix engagiert und gab das Pfeffer-Rösel im Stück Pfeffer-Rösel oder die Frankfurter Messe von Charlotte Birch-Pfeiffer. Am 23. April 1830 spielte sie im Leopoldstädter Theater die Finette in Finette Aschenbrödel oder Rose und Schuh, Zauberspiel mit Gesang und Gruppierungen von Auguste Schreiber.
Über eine ihrer Rollen schrieb die Zeitschrift Der Adler am 28. Jänner 1842:
„(Benefiz) Heute findet im k.k.priv. Theater an der Wien die freie Einnahme der ebenso berühmten als verdienstvollen Bühnenkünstlerin, Dlle. Eleonore Condorussi, statt. Die Direktion hat ihr zu diesem Ende ein neues Stück überlassen, welches von einer gewandten Feder herrührt, und demnach einen günstigen Erfolg erwarten lässt. Es heißt „Die blonden Locken“ und ist eine Lokalposse in drei Akten.“ [von Karl Meisl]
Durch 14 Jahre, von 1829 bis 1843, war sie eines der beliebtesten Ensemblemitglieder der Truppe von Direktor Carl. Mit ihrer Rolle im Vaudeville Kakadu am 20. Mai 1843 nahm sie vorerst Abschied von der Bühne; aber nach einer elfjährigen Pause kehrte die seit 1853 mit Moriz Ungar verehelichte Frau Condorussi-Ungar am 22. März 1854 als Rosa im Verschwender von Ferdinand Raimund zurück. In dieser Bühnenpause hatte sie auch eine Liaison mit einem General der kaiserlich-königlichen Armee gehabt.
Sie versuchte sich auch als Possendichterin (Die Räuber bei der Hausunterhaltung oder Die Gefangenen, Posse mit Gesang in 2 Akten).

## Die Condorussi und Johann Nestroy
Für Eleonore Condorussi schuf Johann Nestroy erstmals die Figur des von späteren Generationen so genannten „süßen Mädels“. Obwohl Fräulein Condorussi schon seit 1829 auf Carls Theater tätig war, auch in früheren Nestroy-Stücken, wurde sie erst durch diesen Rollentypus wirklich bekannt. In Adolf Bäuerles Wiener Theaterzeitung war über ihre Darstellung als Sepherl in Die verhängnisvolle Faschingsnacht zu lesen:
„Von den Darstellern verdient zunächst Dlle. Condorussi höchst ausgezeichnetes Lob. […] Das Publikum, hingerissen von ihrem meisterlichen Spiel, rief sie […] dreimal enthusiastisch hervor.“
Stets war die Condorussi auch in den nächsten ihr von Nestroy auf den Leib geschriebenen Rollen so erfolgreich und ihre Beziehung zu ihm offenbar so eng, dass schließlich seine Lebensgefährtin Marie Weiler weitere Rollen und Kontakte unterband. Von nun an spielte Eleonore Condorussi nie wieder eine Hauptrolle, geschweige denn ein „süßes Mädel“.
Schon bei der Premiere von Der Talisman wurde die Rolle der Salome Pockerl auf Drängen von Marie nicht mehr von Fräulein Condorussi gespielt, wenngleich sie fraglos für die Rolle der Gänsehüterin die bessere Besetzung gewesen wäre. Auch in Zukunft verhinderte Frau Weiler erfolgreich, dass die mögliche Rivalin um Nestroys Gunst in seinen Stücken außer in Nebenrollen auf der Bühne stand.

## Ihre Rollen in Werken Nestroys (Auswahl)
- Nagerl und Handschuh (1832), die Hyacinthe Maxenpfutsch
- Zampa der Tagdieb (1832), das Stubenmädel Ritti
- Der konfuse Zauberer (1832), die Nymphe
- Die Zauberreise in die Ritterzeit (1832), die Eulalia Sapprawalt
- Der Zauberer Februar (1833), das Kammermädchen Jette
- Der Tritschtratsch (1833), die Mamsell Charlott
- Der Zauberer Sulphurelectrimagneticophosphoratus (1834), das Stubenmädchen Lisette
- Müller, Kohlenbrenner und Sesseltrager (1834), die Heloise
- Die Fahrt mit dem Dampfwagen (1834), Flachkopfs Tochter Nanette
- Die Familien Zwirn, Knieriem und Leim (1834), die Madame Leim
- Weder Lorbeerbaum noch Bettelstab (1835), Blasius Grundls Tochter Julie
- Die beiden Nachtwandler (1836), Brauchengelds Tochter Emilie
- Eine Wohnung ist zu vermiethen in der Stadt (1837), Gundlhubers Tochter Amalie
- Moppels Abentheuer (1837), die neuseeländischen Häuptlingstochter Erilla
- Das Haus der Temperamente (1837), Herrn von Braus' Tochter Walburga
- Glück, Mißbrauch und Rückkehr (1838), Eisenkorns Tochter Friederike
- Gegen Torheit gibt es kein Mittel (1838), die Aglaja Perlthau
- Die verhängnisvolle Faschingsnacht (1839), die Magd Sepherl
- Der Färber und sein Zwillingsbruder (1840), die Mamsell Roserl
- Der Erbschleicher (1840), das Bauernmädchen Agnes
- Das Mädl aus der Vorstadt (1841), die Weißnäherin Sabine
- Liebesgeschichten und Heurathssachen (1843), das Kammermädchen Philippine